# Javier de Pedro Izuzquiza
Javier de Pedro Izuzquiza (Zaragoza, Aragón, España, 1942-2016) fue un pintor, escultor, grabador, ceramista, ilustrador y editor de libros de bibliofilia que, desde 2004, se había afincado en la pequeña localidad de Añón de Moncayo (Zaragoza), donde estableció su estudio y pudo  desarrollar el proyecto artístico «Imaginañón».

## Biografía
Nació en Zaragoza en 1942 y realizó sus estudios en la Academia de Arte de D. Alejandro Cañada y en la Real Academia de Bellas Artes de San Jorge (Barcelona).
Tras varias estancias en París (exposiciones en La Galerie des Collectionneurs), Zaragoza (primera exposición individual en la Sala Luzán) y Talamantes, pasa a residir en Borja (Zaragoza); allí despliega una intensa labor artística y de promoción cultural: funda un estudio de pintura donde también imparte clases, el taller de alfarería y cerámica J.E.S., y la Galería de Arte La Bóveda (inaugurada por Pablo Serrano y exposiciones de Eduardo Salavera, José Luis Cano, Mariano Viejo, José Orús, Alejandro Molina, Antonio Fernández-Molina, etc.), al mismo tiempo que edita, en tirada reducida y elaboración artesanal, una serie de libros de poesía con grabados y gofrados (“Viajero interior” de Pinillos, M.; “Poemas de la resistencia” y “Los desvanes olvidados” de Lafoz, H.; “Abandonado en el ensueño como único vehículo de confianza” de Gastón, E.; “El aire de un momento” de Martín, S., entre otros)
De vuelta a Zaragoza en la década de 1990, participa en la vida artística de la ciudad tanto con exposiciones de pintura en instituciones públicas y privadas (Sala Libros, Galería Costa 3, Sala Luzán, Sala Caja-Madrid, Colectiva en La Lonja, Café Universal, etc.) como en la ilustración de libros y revistas (“Introducción a la poesía de Manuel Pinillos”, “Escritores aragoneses de los siglos XIX y XX”  de Calvo Carilla, J.L.; revista RIFF-RAFF, etc.)
Entusiasta del Moncayo, sus pueblos y sus gentes, compagina la actividad artística en Zaragoza con largos períodos en su estudio de Añón de Moncayo donde acaba por instalarse definitivamente a comienzos del 2000. Por su iniciativa se ha formado el proyecto artístico colectivo Imaginañón de acercamiento al arte fuera de los habituales circuitos comerciales, facilitando el acceso del público a la obra original a un precio asequible y posibilitando alojamiento a quien se desplace a conocerlo en Monderm, antiguo corral excavado en la roca y colgado sobre el valle, al que una sensible y cuidadosa rehabilitación ha convertido en una obra de arte más. 
Obra
Aunque desde pequeño destacó por su facilidad para el dibujo, ha sido en el manejo del color donde ha mostrado plenamente su maestría y sensibilidad. Partiendo de unos principios básicamente figurativos enriquecidos por vigorosos trazos expresionistas, su obra  ha ido evolucionando a través de técnicas y estilos pero siempre manteniendo una unidad que la hace fácilmente reconocible independientemente del momento pictórico en el que se encuentre: realismo mágico, expresionismo abstracto, nueva figuración, informalismo, rasgos cubistas o intimismo lírico, entre otros.
Óleo, acuarela, grabado, collage, punta de plata… el dominio de todas las técnicas ha servido para que Javier de Pedro exprese su visión del mundo, nada complaciente. 
Su vinculación sentimental con las tierras del Moncayo parece que le hayan impregnado tanto de la espiritualidad del cercano Monasterio de Veruela como del misterio de las leyendas de brujas y fantasmas del vecino Trasmoz, que Bécquer inmortalizó en sus Cartas desde mi celda o en sus Leyendas.  Por otro lado, un sentimiento de honda tradición goyesca se manifiesta en gran parte de su obra, especialmente en el desgarro no exento de ternura con el que retrata a muchos de los habitantes de Añón de Moncayo, viejos campesinos mimetizados con las tierras que cultivan y en cuyos rostros se reflejan los siglos de lucha sobre una tierra ingrata: mejillas formadas por campos resecos, frentes que se confunden con colinas ásperas o cabellos convertidos en bosques sobre un fondo oscuro de desesperanza. Retratos al óleo como “Feliciana”, “El tío Doro”, “El Tani”, “El tío Melchor”, o series como “La geometría del dolor”, a la punta de plata, expresan la visión del artista y su solidaridad con el sufrimiento de los demás.
El paisaje siempre ha tenido una gran presencia en la obra de Javier de Pedro. Paisajes abruptos de Moncayo, reales o soñados, de límites borrosos que desaparecen en el horizonte en largas pinceladas y que sirven de fondo a figuras que se vislumbran, como perdidas en la inmensidad. Y es que, en definitiva, el tema principal en la pintura de este artista es el ser humano, el prójimo próximo o lejano –especialmente el ser humano sufriente, aplastado por la injusticia o por la vida- hacia el que siente una rotunda e irrenunciable solidaridad. La serie de retratos de campesinos, las figuras humanas descoyuntadas, los cristos retorcidos o sentados en un sofá, la serie  “Ojos” en rostros como saturnos enloquecidos por lo que tienen delante, la serie “Naufragios ilegales” sobre el terrible drama de la inmigración o la serie “De recortes de sastres”… muestran que desde la aparente lejanía y aislamiento de Añón de Moncayo se puede expresar una visión crítica del mundo actual mediante colores luminosos y  pinceladas enérgicas.
En la más pura tradición informalista, objetos encontrados en viejos desvanes o recogidos al pasear por cualquier camino se convierten en obras de arte tras el paso por sus manos creadoras: aceiteras oxidadas, jarras desportilladas, gafas que contemplan tubos o platos y cubiertos para un menú de colores hambriento son algunas de las creaciones convertidas en la serie “La cocina del pintor”, parte de la cual se expuso en la puerta del Museo Pablo Serrano (Zaragoza) en una irónica y reivindicativa perfonmance realizada el Día Internacional de los Museos de 2004, y posteriormente, ya entera, en el restaurante zaragozano Casa Pascualillo.
Sobre lienzo, papel o arpillera; desde mínimas telas de 0,08x0,08 hasta grandes formatos de 2,60x5,50; con gran parte de los lienzos preparados por él mismo a la manera tradicional iniciada por Velázquez; aplicando los colores con pinceles, manos, dedos, tubos, cucharas o spray; con sutiles pinceladas o en violentos brochazos; añadiendo lanas, hilos, esparto, trapos o papel; vertiendo sobre el espacio limitado de un cuadro el ilimitado impulso creador, la obra de Javier de Pedro destaca por la fuerza, la riqueza de los matices cromáticos y la pasión con la que se enfrenta al mundo a través de su pintura en una personalísima simbiosis de tradición y modernidad.